# Penin (Pas-de-Calais)
Penin ist eine französische Gemeinde mit 468 Einwohnern (Stand 1. Januar 2022) im Arrondissement Arras des Départements Pas-de-Calais. Sie liegt im Kanton Avesnes-le-Comte und ist Mitglied des Kommunalverbandes Campagnes de l’Artois.
| Averdoingt | Tincques          | Berles-Monchel  |
| Maizières  | Kompass           |                 |
| Ambrines   | Villers-Sir-Simon | Izel-lès-Hameau |

## Sehenswürdigkeiten

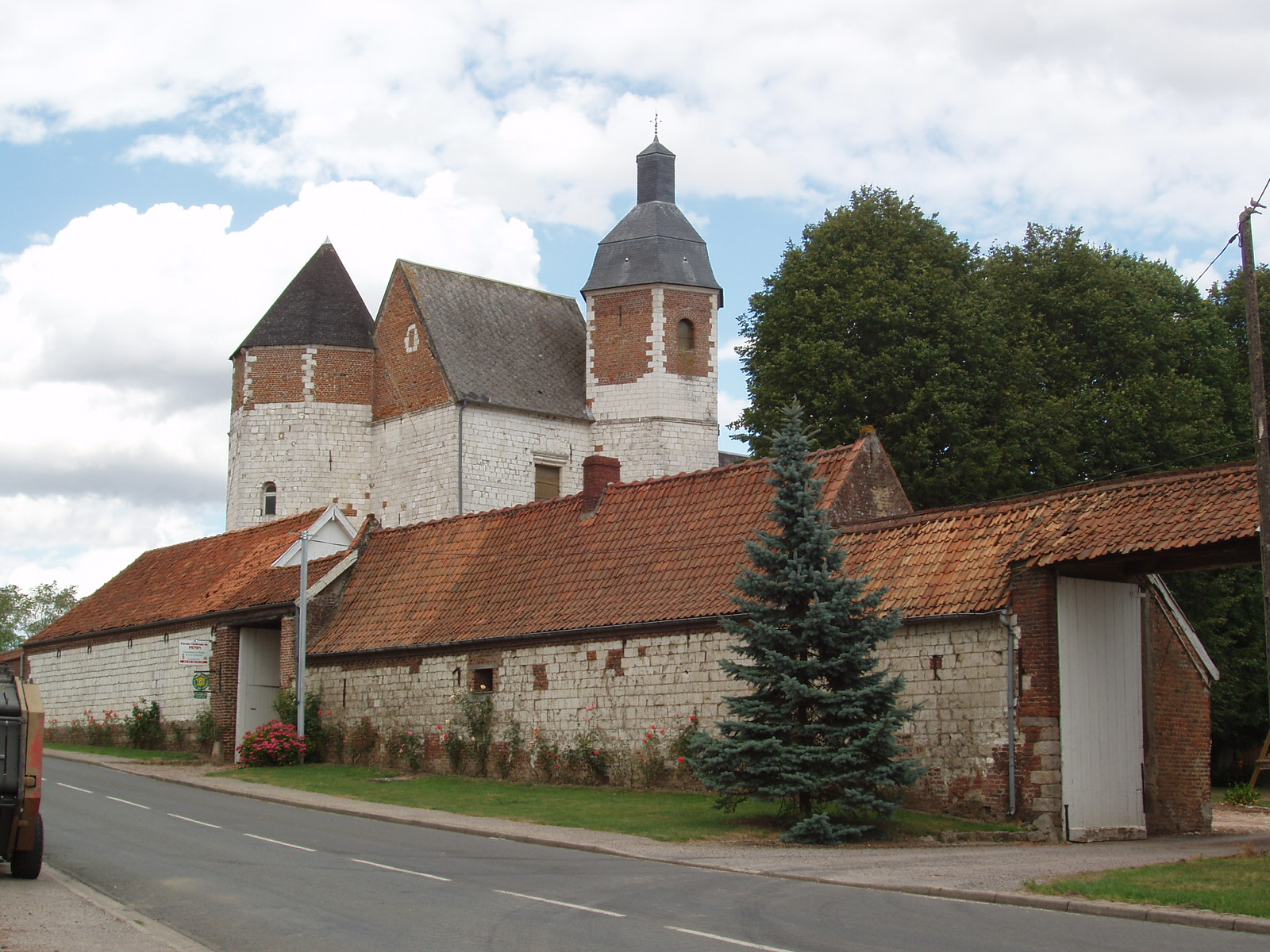
Schloss
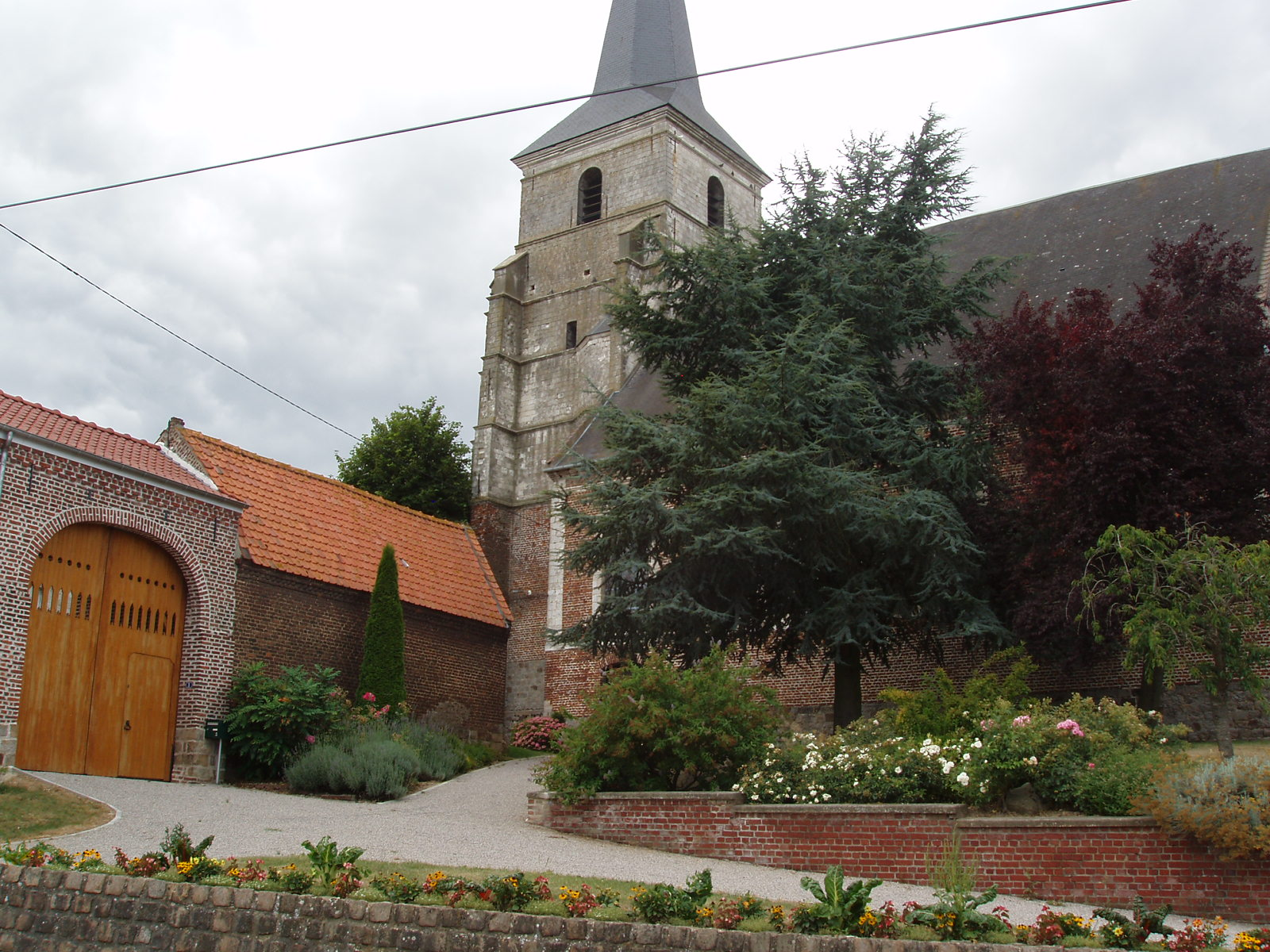
Kirche Saint-Martin